# Verteidigungsbezirkskommando 11

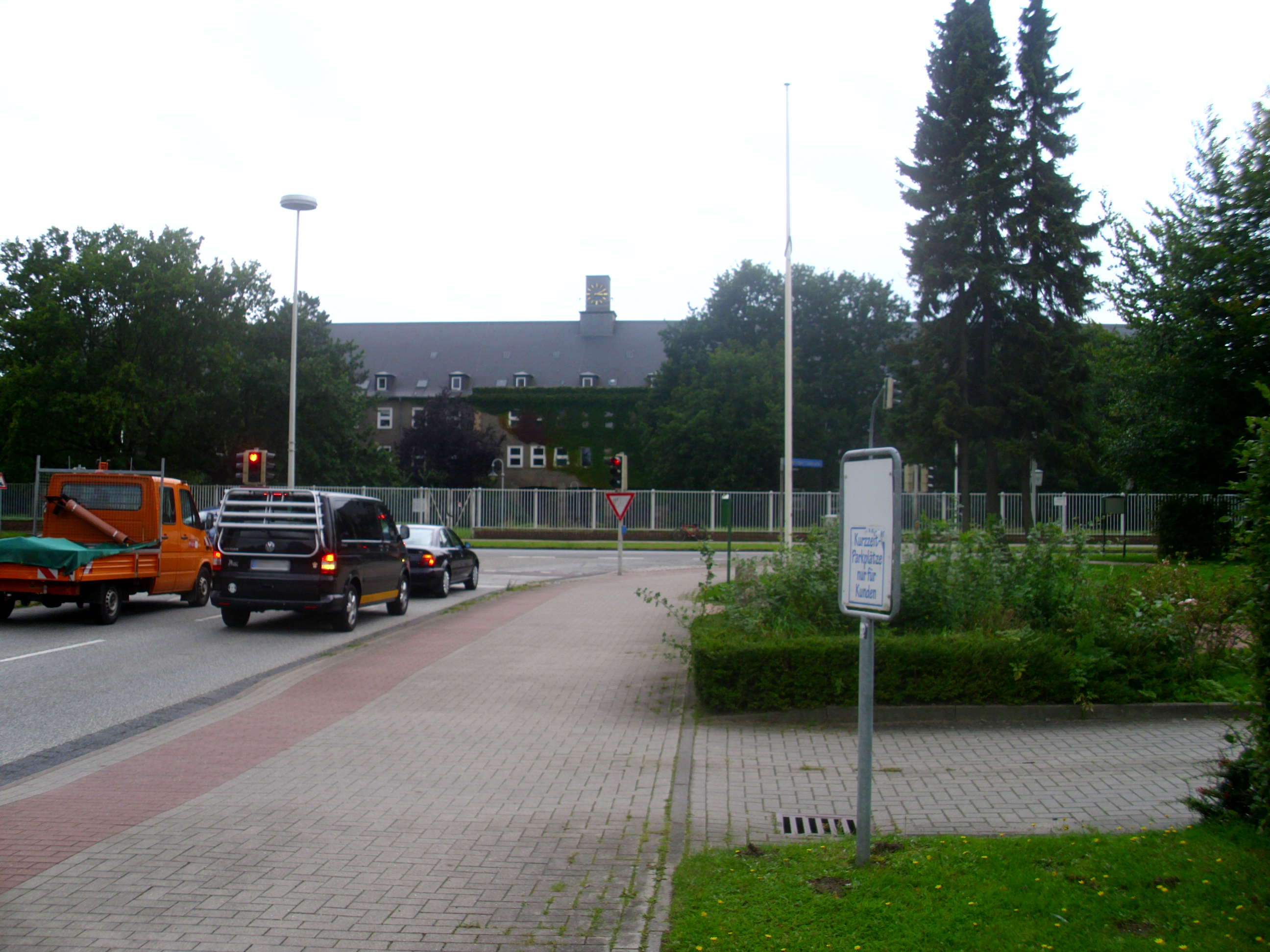
Zuletzt Sitz des Stabes: die Feldwebel-Schmid-Kaserne

Das Verteidigungsbezirkskommando 11 war ein Verteidigungsbezirkskommando der Bundeswehr mit Sitz des Stabs zuletzt in Rendsburg. Hauptaufgabe des Kommandos war die Territoriale Verteidigung in seinem Verteidigungsbezirk.

## Geschichte

### Das „alte“ Verteidigungsbezirkskommando 11

#### Aufstellung
Das Verteidigungsbezirkskommando wurde zur Einnahme der Heeresstruktur II im Mai 1963 als Teil des Territorialheeres in Flensburg ausgeplant und dem Befehlshaber im Wehrbereich I unterstellt. Zur Aufstellung wurde der Territoriale Verteidigungsstab I A herangezogen. Angelehnt an den Zuschnitt der Regierungsbezirke der zivilen Verwaltungsgliederung anderer Flächenländer entsprach der Verteidigungsbezirk 11 in etwa dem Teil Schleswig-Holsteins, der nördlich des Nord-Ostsee-Kanals lag, bzw. sehr grob dem Landesteil Schleswig. 1973 verlegte der Stab nach Schleswig.

#### Auflösung
Die besondere Organisation der NATO-Kommandostruktur im Bereich LANDJUT bzw. im Territorialkommando Schleswig-Holstein/Wehrbereichskommando I und die besondere Verwaltungsgliederung im Land Schleswig-Holstein, wo die Landesregierung anders als in den anderen großen Flächenländern auf die Einrichtung von Regierungsbezirken verzichtete, sollte sich auch in der Organisation des Territorialheeres in Schleswig-Holstein widerspiegeln. Das Verteidigungsbezirkskommando 11 wurde 1975 aufgelöst und Teile zur Aufstellung des Verfügungstruppenkommandos 600 genutzt. Das Territorialkommando Schleswig-Holstein/Wehrbereichskommando I führte neben dem Verfügungstruppenkommando 600 die beiden Verteidigungskreiskommandos 111 und 112 nun unmittelbar.

### Das „neue“ Verteidigungsbezirkskommando 11

#### Aufstellung
Nach der Wiedervereinigung und Lockerung der NATO-Kommandostruktur in Nordeuropa wurden in Schleswig-Holstein die Verteidigungsbezirkskommandos 11 und 12 im Oktober 1993 - unter Auflösung ihrer jeweils zwei Verteidigungskreiskommandos - neu aufgestellt und dem Wehrbereichskommando I unterstellt. Zur Aufstellung wurden Personal und Material des gleichzeitig aufzulösenden Verfügungstruppenkommandos 41 herangezogen. Der Stabssitz war zunächst Schleswig. Der Stab verlegte 2004 nach Rendsburg. Der „neue“ Verteidigungsbezirk umfasste in etwa das Gebiet des „alten“ Verteidigungsbezirkskommandos 11.

#### Wechsel in die Streitkräftebasis
2001 wurde das Territorialheer aufgelöst. Die Wehrbereichskommandos und Verteidigungsbezirkskommandos wurden der neu aufgestellten Streitkräftebasis unterstellt. Die Wehrbereiche und Verteidigungsbezirke wurden grundlegend neu geordnet und ihre Anzahl reduziert. Das Verteidigungsbezirkskommando 11 bestand im Gegensatz zu den anderen Verteidigungsbezirkskommandos in Hamburg und Schleswig-Holstein im Wesentlichen unverändert fort; seine Aufgaben wurden teils den neu aufgestellten Kreisverbindungskommandos übertragen.

#### Auflösung
Das Verteidigungsbezirkskommando 11 wurde 2007 außer Dienst gestellt. Einige seiner Aufträge wurden dem neu aufgestellten Landeskommando Schleswig-Holstein sowie den unterstellten Bezirksverbindungskommandos übertragen.

## Gliederung
Das Verteidigungsbezirkskommando umfasste wie die meisten Truppenteile des Territorialheeres nur wenige aktive Soldaten. Erst im Verteidigungsfall konnte das Verteidigungsbezirkskommando durch die Einberufung von Reservisten und die Mobilmachung eingelagerten und zivilen Materials auf eine Truppenstärke anwachsen, die etwa einer Regiment oder einer Brigade des Feldheeres entsprach.

## Verbandsabzeichen

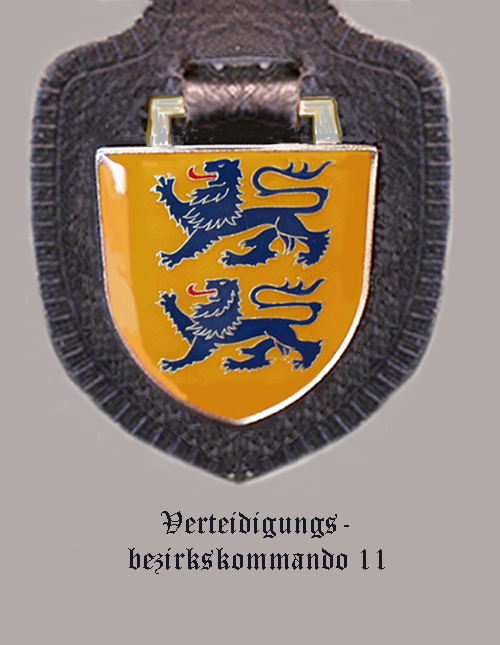
Internes Verbandsabzeichen des Stabes/Stabskompanie des „neuen“ Verteidigungsbezirkskommandos 11

Das Verteidigungsbezirkskommando führte aufgrund seiner Ausplanung als überwiegend nicht aktiver Truppenteil kein eigenes Verbandsabzeichen. Die wenigen aktiven Soldaten trugen daher das Verbandsabzeichen des übergeordneten Wehrbereichskommandos.
Als „Abzeichen“ wurde daher unpräzise manchmal das interne Verbandsabzeichen des Stabes und der Stabskompanie „pars pro toto“ für das gesamte Verteidigungsbezirkskommando genutzt. Das „alte“ Verteidigungsbezirkskommando 11 wurde noch vor der Einführung der internen Verbandsabzeichen im Jahr 1908 aufgelöst und führte daher auch kein internes Verbandsabzeichen. Das interne Verbandsabzeichen des Stabes/Stabskompanie des „neuen“ Verteidigungsbezirkskommandos 11 zeigte im Wesentlichen als Hinweis auf den Stationierungsraum als Figuren die Schleswigschen Löwen ähnlich wie im Wappen Schleswig-Holsteins.